# عصر السيدري
عصر السيدري (باللاتينية: Siderian)، (بالإغريقية: sídēros = σίδηρος = «الحديد»)، وهو أول عصور حقبة الطلائع القديمة، امتد من 2500 إلى 2300 مليون سنة مضت، لمدة 200 مليون سنة تقريبا. تم تعريف هذا العصر زمنياً ولا يُشار إليه بمستوى معين لطبقة صخرية على الأرض.
بلغ تركيز تكوين الحديد الحزامي (BIFs) ذروته في بداية هذا العصر. وقد تشكل الحديد الحزامي عن طريق البكتيريا الزرقاء اللاهوائية حيث كانت تنتج نفايات الأكسجين مع الحديد، وشكلت الماغنتيت (أكسيد الحديد، Fe3O4). وقد أزالت هذه العملية الحديد من محيطات الأرض، ومن المفترض ان تتحول إلى بحار الخضراء صافية. في النهاية، لم يتبقى أي حديد في المحيطات ليكون حوض للأكسجين، وسمحت هذه العملية بتراكم الأكسجين في الغلاف الجوي. وهذا يُعرف باسم كارثة الأكسجين، التي يعتقد بعض الجيولوجيين أن هذا قد سبب تجلد الهيوروني.
بما أن الفترة الزمنية من 2,420 إلى 2,250 مليون سنة مضت تعتبر معرّفة بصورة واضحة من خلال الحافة السفلية لطبقات ترسب الحديد، فقد تم اقتراح التسمية البديلة عصر الأكسجيني (Oxygenian) في عام 2012 من قبل «غاردستين» على أساس التعريف الطبقي بدلاً من الزمني، في مراجعة الجدول الزمن الجيولوجي. لكن، اعتبارًا من فبراير 2017، لم يعتمد رسميا بعد من قبل الاتحاد الدولي للعلوم الجيولوجية.